# Regionalliga Sud-Ouest (2012)
Pour les articles homonymes, voir Regionalliga Sud-Ouest.
La Regionalliga Sud-Ouest (en allemand : Regionalliga Südwest) est l'une des cinq séries qui composent le championnat allemand de football de quatrième division, depuis la saison 2012-2013.
La Regionnaliga se situe entre 3. Liga et les Oberligen.

## Histoire

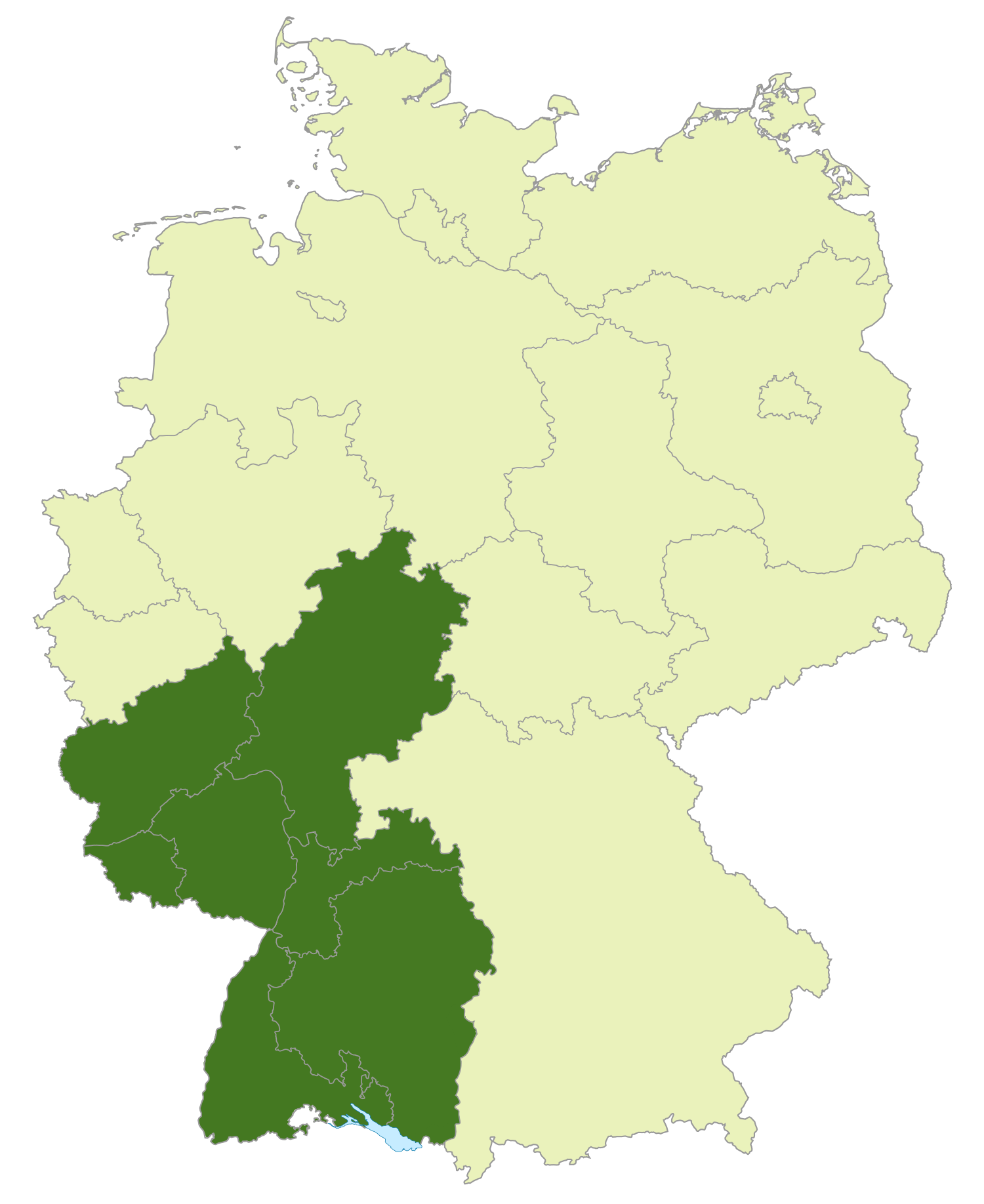
Regionalliga Sud-Ouest depuis 2012

La Regionnalliga devint le niveau 4 du football allemand en vue de la saison 2008-2009, lorsque la DFB créé la 3. Liga.
En 2012, la Regionalliga Sud est scindée en deux : la Bavière est reversé dans une Regionalliga exclusive, tandis que les autres Länder sont regroupés au sein de la Regionalliga Sud-Ouest, avec en outre les Länder de Rhénanie-Palatinat et de Sarre.
À partir de la saison 2008-2009, les séries de Regionnaliga repoussent les Oberligen au 5e rang de la hiérarchie allemande.

## Composition
Cette série regroupe les clubs localisés dans les Länder suivants : 
- Bade-Wurtemberg
- Hesse
- Rhénanie-Palatinat
- Sarre

## Formule de la compétition
De la saison 2012-2013 à la saison 2017-2018, le premier et le second de Regionalliga Sud-Ouest se qualifient pour un tournoi final à six équipes qui détermine les trois promus en 3. Liga. Depuis la saison 2018-2019, seul le champion a accès à la promotion, mais il est directement promu.
Les clubs relégués descendent dans l'Oberliga de leur région.

## Palmarès
Les équipes marquées en gras sont promues en 3. Liga.
| Année | Champions               | Vice-champions       |
| ----- | ----------------------- | -------------------- |
| 2013  | KSV Hessen Kassel       | SV 07 Elversberg     |
| 2014  | SG Sonnenhof Großaspach | SC Fribourg II       |
| 2015  | Kickers Offenbach       | 1. FC Sarrebruck     |
| 2016  | SV Waldhof Mannheim     | SV 07 Elversberg     |
| 2017  | SV 07 Elversberg        | SV Waldhof Mannheim  |
| 2018  | 1. FC Sarrebruck        | SV Waldhof Mannheim  |
| 2019  | SV Waldhof Mannheim     | 1. FC Sarrebruck     |
| 2020  | 1. FC Sarrebruck        | TSV Steinbach Haiger |
| 2021  | SC Fribourg II          | SV 07 Elversberg     |
| 2022  | SV 07 Elversberg        | SSV Ulm 1846 Fußball |
| 2023  | SSV Ulm 1846 Fußball    | TSV Steinbach Haiger |
| 2024  | VfB Stuttgart II        | Stuttgarter Kickers  |

1. ↑  Le 1. FSV Mayence 05 II, 3e, est également promu, ayant participé aux barrages de promotion en lieu et place du SC Fribourg II.
2. ↑  Étant donné que la saison 2019-2020 n'a pas été complétée à la régulière en raison de la pandémie de COVID-19, les champions et les finalistes ont été nommés après avoir appliqué la règle du quotient.